# L'Éclipse du soleil en pleine lune
L'Éclipse du soleil en pleine lune és una pel·lícula muda francesa feta el 1907 pel director Georges Méliès.

## Argument
Un professor d'astronomia dona una conferència instruint sobre un imminent eclipsi solar. La classe es dirigeix a una torre d'observació per presenciar l'esdeveniment, que presenta un Sol i Lluna antropomòrfics que s'uneixen. La Lluna i el Sol es llepen els llavis a l'espera de l'arribada de l'eclipsi, que culmina amb una trobada romàntica entre els dos cossos celestes. Diversos cossos celestes, inclosos planetes i llunes, pengen al cel nocturn; una pluja de meteors es representa amb les figures fantasmals de les noies. El professor d'astronomia, sorprès per tot el que ha presenciat, cau de la torre d'observació. Afortunadament, aterra en un barril de pluja, i els seus alumnes el reviuen.

## Tema
S'ha destacat L'Éclipse pel seu evident simbolisme sexual. Christine Cornea planteja que el tema principal de la pel·lícula, el xoc de la lògica científica amb el desig sexual, també va ser evident a les pel·lícules anteriors de Méliès Le Voyage dans la Lune i Le Voyage à travers l'impossible, i esdevindria un destacat en moltes pel·lícules de ciència-ficció posteriors.
Alguns estudiosos, interpretant que el Sol i la Lluna són tots dos homes, han descrit l'"eclipsi" eròtic com una primera representació de l'homosexualitat al cinema, amb una Lluna "efeminada" seduïda per un Sol "diabòlicament masculí". Per contra, el catàleg de pel·lícules de Méliès descriu l'enllaç en termes heterosexuals, referint-se als participants com "l'home del sol" i "delicada Diana" i utilitzant pronoms per coincidir. El crític de cinema William B. Parrill anomena aquesta escena de festeig "un passatge còmic digne d'Ernst Lubitsch en el seu millor moment... un dels grans moments de la comèdia muda."

## Producció
Méliès apareix a la pel·lícula com a professor, amb l'actor Manuel com a supervisor de classe i Mademoiselle Bodson com a cometa. Algunes escenes de L'Éclipse van ser fetes originalment per Méliès per a una pel·lícula encarregada per a una revista en una sala de música de París, La Cigale.
Els efectes especials a L'Éclipse es van crear amb maquinària escènica, pirotècnia, escamoteig, superimposició, fosa, paisatges ondulants i un maniquí per la caiguda del professor.